# Micropogonias manni
Micropogonias manni es una especie de pez de la familia Sciaenidae.

## Hábitat
Es un pez de clima subtropical y bentopelágico.

## Distribución geográfica
Se encuentra al sudeste de la Océano Pacífico: Chile.